# Рокітно (Томашівський повіт)
Рокітно (пол. Rokitno; укр. Рокитно) — село в Польщі, в Люблінському воєводстві Томашовського повіту, гміни Ульгувек. 
Населення — 150 осіб (2011).
У 1975—1998 роках село належало до Замойського воєводства.

## Демографія
Демографічна структура станом на 31 березня 2011 року:
|          | Загалом | Допрацездатний вік | Працездатний вік | Постпрацездатний вік |
| -------- | ------- | ------------------ | ---------------- | -------------------- |
| Чоловіки | 80      | 11                 | 57               | 12                   |
| Жінки    | 70      | 10                 | 36               | 24                   |
| Разом    | 150     | 21                 | 93               | 36                   |